# Marketing Journal
Marketing Journal je název časopisu, který vycházel od roku 2004. Vydáván byl PR a komunikační agenturou Focus Agency  a měl měsíční periodicitu. Podobně jako časopis Strategie nebo Marketing & Media se zabýval marketingem a marketingovou komunikací – tedy především reklamou, podporou prodeje, public relations nebo děním na tuzemské i zahraniční mediální scéně. Náklad činil v roce 2009 10 500 výtisků. V roce 2009 byl časopis distribuován jako příloha časopisu Euro, později byl měsíčník distribuován zdarma, pravděpodobně formou direct mailingu. Redakce provozovala také internetový portál m-journal.cz (nyní neaktivní). 
Od roku 2009 je portál Marketing Journal provozován totožným vydavatelem v online podobě na adrese http://www.m-journal.cz a patří mezi přední oborová média. Zaměřuje se na aktuální trendy moderního marketingu public, relations, reklamy i sociálních sítí. Z českých médií přináší nejobšírnější pohled na světovou kreativu v oboru.   
Od roku 2019 vychází Marketing Journal k online podobě navíc opět v tištěné formě a to jako občasník s adresnou distribucí.  